# Lossiemouth

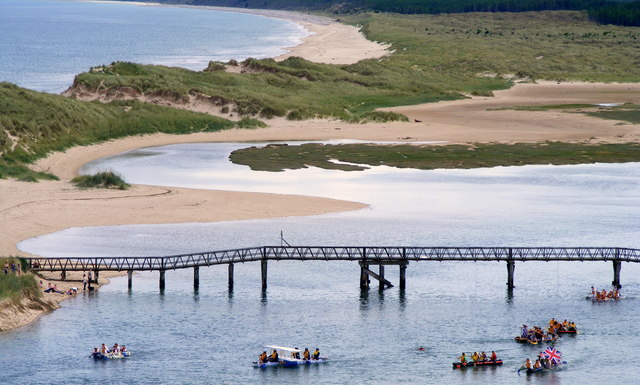
Lossiemouth (Scozia): la Raft Race

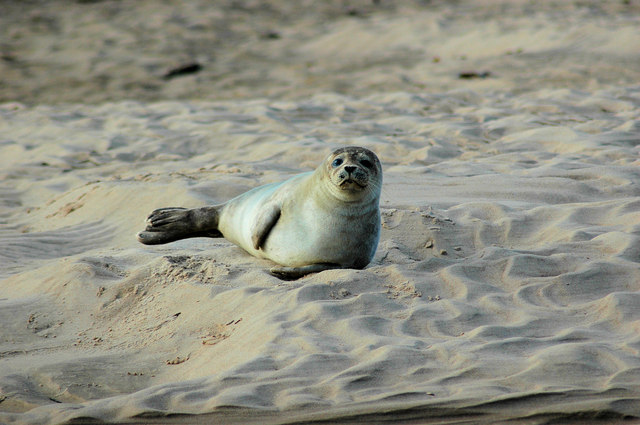
Una foca a Lossiemouth

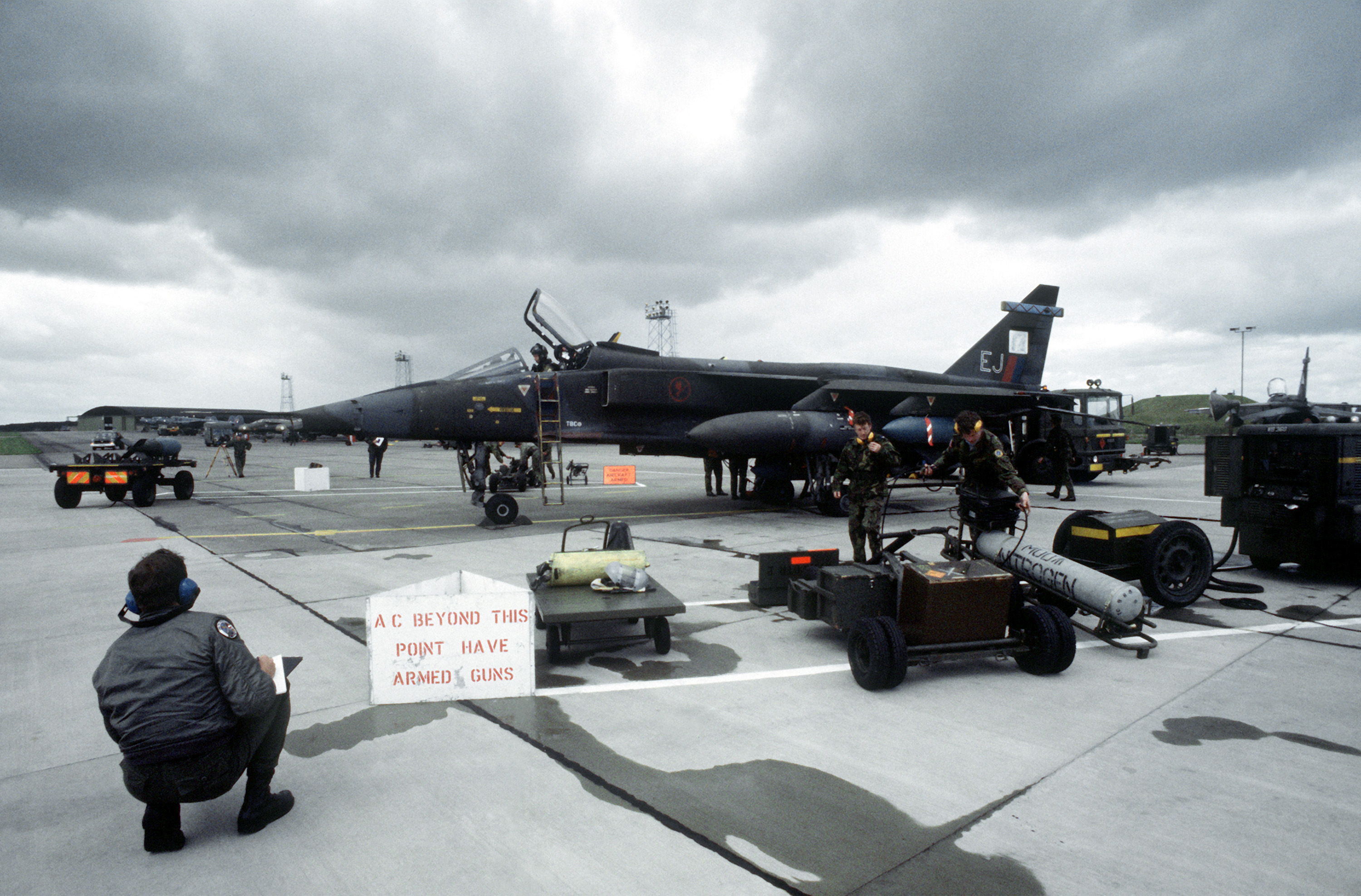
Lossiemouth: la base della RAF

Lossiemouth (abbreviato: Lossie, in gaelico scozzese: Inbhir Losaidh; 6.900 ab. ca.) è una località costiera e portuale con status di burgh della Scozia nord-orientale, appartenente all'area amministrativa del Moray e situata lungo l'estuario del fiume Lossie (da cui il nome) sul Moray Firth (Mare del Nord).
Deve la sua importanza strategica come cittadina portuale per via dei commerci che interessavano la vicina città di Elgin. È anche nota per la base della RAF.

## Geografia fisica

### Collocazione
Lossiemouth si trova a circa 8 km a nord di Elgin.

## Società

### Evoluzione demografica
Al censimento del 2001, Lossiemouth contava una popolazione di 6.873 abitanti.

## Storia
La località si sviluppò soprattutto a partire dal XIX secolo, quando il Lord di Pitgaveny creò l'area nota come Branderburgh.
Nella seconda metà del XIX secolo, Brandeburgh fu unita alle località di Seatown e Stotfield e andò così a formarsi l'attuale cittadina di Lossiemouth.
Nel 1939, fu creata a Lossiemouth la RAF Lossiemouth, la base della RAF.

## Sport
- Lossiemouth F.C.